# أندي أوينز
أندي أوينز (بالإنجليزية: Andy Owens)‏ (15 أكتوبر 1989 بليفربول في المملكة المتحدة - ) هو لاعب كرة قدم بريطاني في مركز الدفاع. شارك مع منتخب إنجلترا لكرة القدم C ‏. أما مع النوادي، فقد لعب مع ستوك سيتي وستوكبورت كونتي ونادي أكرينغتون ستانلي ونادي ريل وBuxton F.C. ‏ وستافورد رينجرز وليك تاون ‏ وتيلفورد يونايتد ونادي بارو ونادي ألترينتشام.

## وصلات خارجية
- أندي أوينز على موقع قاعدة بيانات كرة القدم.إي يو (الإنجليزية)
- أندي أوينز على موقع Soccerbase.com (لاعب) (الإنجليزية)